# The Fighter Collection
F7F-3P Tigercat 2 

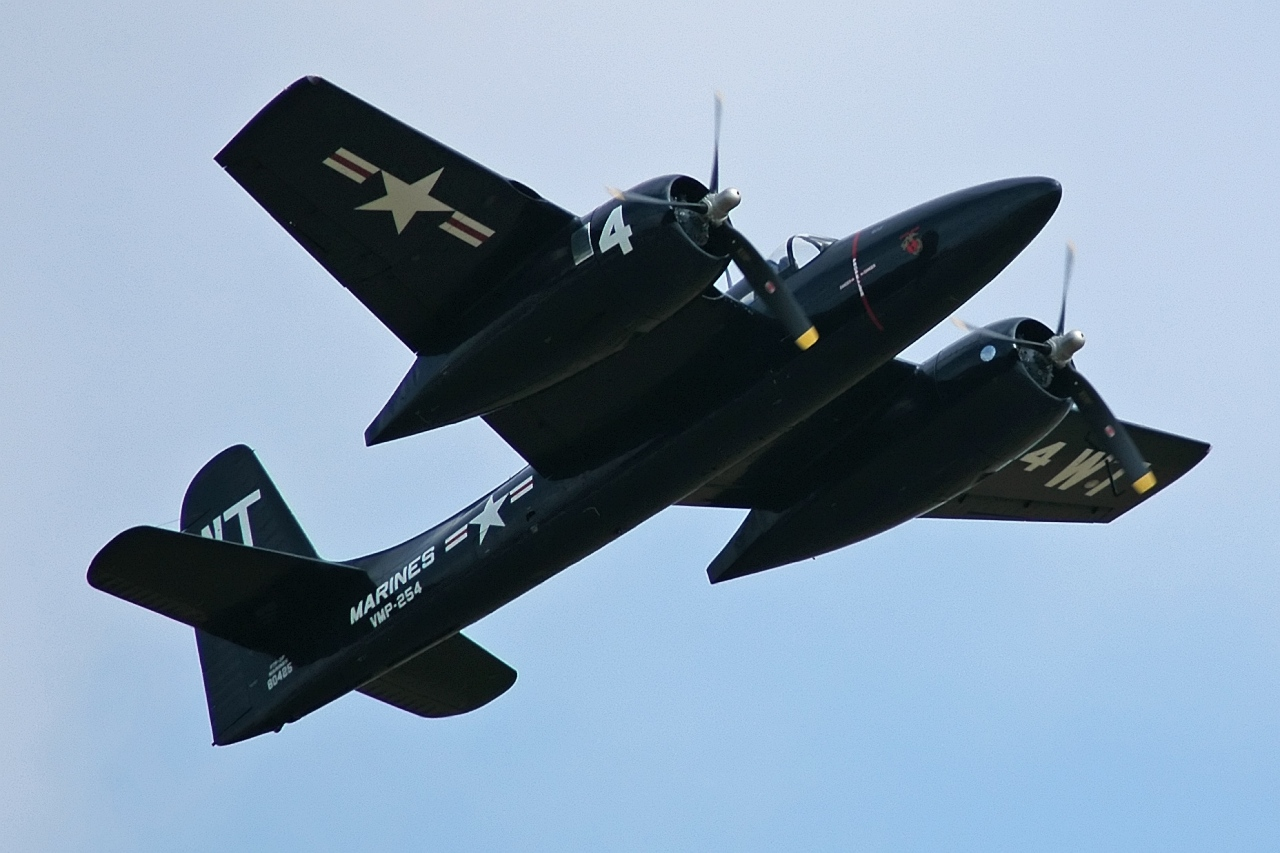
F7F-3P Tigercat 2 américain en vol d'entraînement

The Fighter Collection est une collection privée consacrée aux avions de la Seconde Guerre mondiale. Elle est basée sur le terrain anglais de Duxford, à douze kilomètres au sud de Cambridge.

## Origines
En 1970 Stephen Grey, un homme d'affaires anglais, domicilié en Suisse et ancien pilote dans la RAF désire acquérir un warbird. Les Supermarine Spitfire (objets de ses rêves) étant alors fort rares, il décide d'acheter une machine beaucoup plus courante: un P-51D Mustang. Il le trouve en Californie, à Placerville, chez Robert MacFarlane; il est entièrement peint en rouge avec une bande blanche et il sort des courses de Reno où il portait le numéro 7 baptisé "Candyman". L'appareil, convoyé par feu John Crocker, effectue le trajet Oakland-Genève, en plusieurs étapes évidemment et, en atterrissant sur le territoire helvétique, devient la première pierre du musée The Fighter Collection (TFC). 
Puis ce furent un F8F Bearcat en juin 1981, l'année suivante un FM-2 Wildcat. Entre-temps, Stephen Grey avait concrétisé une partie de son rêve en dénichant chez un Sénateur américain, un Spitfire LF IX biplace qui, contrairement aux trois autres avions de la collection, devait être entièrement rénové; entreprise qui fut menée à son terme par le Personal Plane Services de Tony Bianchi en février 1984, date de son premier vol, reconverti en monoplace. C'est la même année que la Fighter Collection, faute de place et de locaux pour abriter ses avions, se voit contrainte de quitter Genève pour aller s'établir à une douzaine de kilomètres au sud de Cambridge, sur un terrain au passé glorieux : Duxford.

## Extension de la collection
Dès lors, la collection ne va cesser de s'agrandir et de s'enrichir. Dans le désordre, sont passés ou sont encore en mains de TFC : 

trois Curtiss P-40 (P-40B, P-40C, P-40M), deux Hawker Hurricane (Mk IV et XII), quatre Supermarine Spitfire (un Mk V, deux Mk XIV, un Mk XVIII), un FG-1D Corsair, deux Republic P-47 Thunderbolt (P-47D et P-47G), Grumman F6F Hellcat, un second Bearcat, Lockheed P-38 Lightning, un Bell P-39Q Airacobra, deux Bell P-63 Kingcobra, Grumman F7F Tigercat, un Curtiss 75 Hawk et trois autres Mustang (un P-51C et deux P-51D), liste dans laquelle il faut inclure un bombardier North American B-25 Mitchell et un Douglas Skyraider, un Hawker Nimrod, un Bristol Fighter, un Bücker Jungmeister, un North American T-6 Harvard, un Beech 17 Staggerwing, etc. 

Toutes ces machines sont ou furent en parfait état de vol (certaines ont, depuis, été vendues et d'autres ont été perdues lors d'accidents), et participent régulièrement, un peu partout en Europe, aux meetings qui leur sont consacrés. Un certain nombre d'entre elles a participé à plusieurs productions cinématographiques ou de télévision.
À part cela, The Fighter Collection entretient tous ses avions, procède à des restaurations (Bristol Beaufighter, Hawker Sea fury, Spitfire F.22, Gloster Gladiator) pour elle et pour d'autres, grâce à un personnel très qualifié : une petite équipe d'ingénieurs et mécaniciens dirigée par le chef ingénieur Peter Rushen, entourée de nombreux bénévoles. Les pilotes, attitrés ou occasionnels, sont pour la plupart des professionnels passionnés de vieux avions, amoureux de machines certes vieilles de 50 ans ou plus, mais qui leur donnent un plaisir qu'ils ont peut-être de la peine à retrouver aux commandes des appareils ultra sophistiqués qu'ils pilotent tous les jours. Ils ont pour noms (entre autres): Pete Kynsey le chef-pilote, Jack et Charlie Brown, John Romain, Carl Schofield, Stuart Goldspink, Steve Johnson, Dave Southwood, Paul Bonhomme, Warwick Brady, Lee et Jan Proudfoot, et bien sûr Stephen Grey et son fils Nick. Mentionnons également les regrettés John Larcombe, Hoof Proudfoot et Guy Bancroft Wilson, tous trois décédé tragiquement aux commandes d'appareils appartenant à TFC.
| Taper                          | Image | Identité                        | Date |
| Beechcraft D17S Staggerwing    |       | G-BRVE                          | 1945 |
| Bristol Beaufighter            |       | JM135/A19-144 and JL946/A19-148 |      |
| Curtiss Model 75A-1 Hawk       |       | 82/X881 (G-CCVH)                |      |
| Curtiss P-36C                  |       | 38-210 (NX80FR)                 | 1939 |
| Curtiss P-40C Warhawk          |       | 41-13357 (G-CIIO)               |      |
| Curtiss P-40F Warhawk          |       | 41-19841 (G-CGZP)               | 1942 |
| Fiat J 11                      |       | Fv.2542 (G-CBLS)                |      |
| Gloster Gladiator              |       | N5903 (G-GLAD)                  | 1939 |
| Goodyear FG-1D Corsair         |       | 88297 (G-FGID)                  |      |
| Grumman F4F Wildcat            |       | G-RUMW                          |      |
| Grumman Bearcat                |       | 121714 (G-RUMM)                 | 1948 |
| Hawker Fury                    |       | K5674                           | 1935 |
| Hawker Sea Fury FB.11          |       | VX653 (G-BUCM)                  |      |
| Hawker Sea Fury T20            |       | WG-655                          | 1951 |
| Hawker Nimrod                  |       | S1581 (G-BWWK)                  |      |
| Noorduyn Mk.IIb Harvard        |       | FE695 (G-BTXI)                  | 1942 |
| North American TF-51D Mustang  |       | 44-84847 (N251RJ)               |      |
| Supermarine Spitfire Mk Vb     |       | EP120 (G-LFVB)                  |      |
| Supermarine Spitfire LF Mk XIV |       | MV-293 (G-SPIT)                 | 1944 |
| Supermarine Spitfire Mk. 22    |       | PK624                           | 1945 |